# Hawkwoman
Hawkwoman è il nome di diversi personaggi dei fumetti statunitensi pubblicati da DC Comics. L'originale, Shayera Hol, è stata creata da Gardner Fox (testi) e Joe Kubert (disegni) su The Brave and the Bold (Vol. 1) n. 34 (marzo 1961), la seconda, Sharon Parker, è stata creata da John Ostrander (testi) e Graham Nolan (disegni) su Hawkman (Vol. 1) n. 10 (febbraio 1988) mentre la terza, Shayera Thal, è un rinnovo della prima creata da Tim Truman su Hawkworld (Vol. 1) n. 1 (agosto 1989).
In ogni sua incarnazione il personaggio di Hawkwoman è partner, ed occasionalmente amante o moglie, delle varie incarnazioni di Hawkman e condividono svariate caratteristiche col personaggio di Hawkgirl.

## Biografia dei personaggi

### Shayera Hol
Nella Silver Age Shayera Hol, ufficiale di polizia del pianeta Thanagar, giunge sulla Terra assieme al partner e marito Katar Hol per catturare il latitante Byth Rok e studiare i metodi di lotta al crimine terrestri. Stabilitisi a Midway City con le identità di copertura di Carter e Shiera Hall grazie al commissario George Emmett, i due collaborano con la Justice League of America nei panni di Hawkman ed Hawkgirl, sebbene in seguito Shayera si ribattezzi Hawkwoman. Inizialmente solo Hawkman viene ammesso nella Justice League ma, dopo l'abbattimento della regola che limita i membri a 12 diventa membro anche Hawkwoman inizialmente segretaria di Carter, Shayera diventa co-direttrice del Museo di Midway City e rivale di Mavis Trent, fineno per venire esiliata sulla Terra assieme al marito dopo essersi schierati in difesa del pianeta contro l'invasione ordita da Thanagar.
Dopo gli eventi della miniserie Crisi sulle Terre infinite, le storie di Terra-Uno e Terra-Due vengono fuse in un'unica realtà e come risultato, le versioni di Hawkman e Hawkgirl/Hawkwoman dei due mondi si trovano a convivere sulla stessa Terra, inizialmente con entrambe le loro continuity inalterate, fino al lancio di Hawkworld, che rinnova completamente le origini di Hawkman e Hawkwoman.

### Sharon Parker
Sharon Parker è una donna terrestre sedotta dalla spia ibrida umana-thanagriana Fel Andar, incaricato d'infiltrarsi sulla Terra anni prima dell'invasione dei Dominatori, da cui ha avuto un figlio Charles Parker - destinato a diventare Golden Eagle. Dopo il quarto compleanno del figlio Andar viene richiamato in servizio attivo da Thanagar e perciò si infiltra nella Justice League International dichiarando di essere il figlio di Carter e Shiera Hall, Carter Hall Jr., mentre sua moglie viene sottoposta al lavaggio del cervello e costretta ad assumere l'identità della seconda Hawkwoman Sharon Hall, il tutto senza che Andar rivelasse mai nulla riguardo Charles ai suoi superiori. Poco dopo tuttavia, Sharon recupera coscienza di sé e rivela la verità a Martian Manhunter e Maxwell Lord, motivo per il quale Andar fugge su Thanagar dopo averla assassinata per il suo tradimento.

### Shayera Thal
Shayera Thal II è la figlia illegittima dell'Amministratore della Protezione di Thanagar Andar Pul e di Shayera Thal I che, all'epoca tredicenne, per evitare lo scandalo abbandona la figlia nel ghetto di Downside facendola crescere da un guardiano finché questi rimane ucciso in una retata e suo nonno Thal Provis la adotta dopo aver perso la figlia in un bombardamento terroristico.''Hawkworld'' (vol. 1) n. 1-3, agosto-ottobre 1989. Divenuta adulta, Shayera si arruola nel corpo di polizia thanagariano degli Wingman diventando partner di Katar Hol, con cui in seguito viene mandata in missione sulla Terra come ambasciatori di Thanagar, affrontando assieme vari criminali ed innamorandosi l'una dell'altro. Dopo gli eventi di Ora zero Katar viene fuso assieme a Carter e Shiera Hall per poi allontanarsi da Shayera, che fa quindi ritorno su Thanagar, stringe amicizia con la nuova Hawkgirl Kendra Saunders venendo infine tradita e asssassinata da Komand'r nel corso della guerra Rann-Thanagar.
Col rilancio editoriale di The New 52 il personaggio viene resuscitato prima come principessa e poi come Imperatrice di Thanagar.

## Altre versioni

### Legend of the Hawkman
Nell'Elseworld Legend of the Hawkman Hawkwoman e Hawkman affrontano le divergenze di vedute sul restare sulla terra o tornare su Thanagar, dato che Shayera sente nostalgia di casa mentre Katar si è affezionato alla vita terrestre.

### Il Cavaliere Oscuro colpisce ancora
Ne Il Cavaliere Oscuro colpisce ancora, Hawkwoman e Hawkman si schiantano con la loro navicella in Costa Rica nel tentativo di tornare su Thanagar e vengono assassinati da Lex Luthor. I loro figli, sopravvissuti, crescono covando vendetta e il maschio assume quindi l'identità di Hawkboy e uccide a sua volta Luthor.

### Adventures in DC Universe 80-Page Giant
In Adventures in DC Universe 80-Page Giant, Hawkman e Hwkwoman compaiono durante il viaggio nel tempo di Chronos, che li osserva combattere i Manhawks.

### Vendicatori/JLA
Hawkman e Hawkwoman compaiono in Vendicatori/JLA, dove affrontano Krona.

### L'Ultimo Superuomo
Nella realtà narrativa de L'Ultimo Superuomo dove una tempesta di meteroe ha sterminato quasi completamente la popolazione maschile, incluso Hawkman, la sua vedova ha assunto il nuovo nome di battaglia Hawk.

### Supergirl & Batgirl
Nell'Elseworld Supergirl & Batgirl, Hawkwoman è un membro della Justice Society.

## Altri media

### Cinema
- Hawkwoman ha un cameo non parlato nel film d'animazione Justice League: The New Frontier[25] durante il famoso discorso di John Kennedy.
- Il personaggio fa una breve comparsa in Teen Titans Go! - Il film.[25]

### Televisione
- Hawkwoman compare nella serie animata Young Justice, doppiata da Zehra Fazal,[26][27] in veste di membro della Justice League.